# Mitophagie

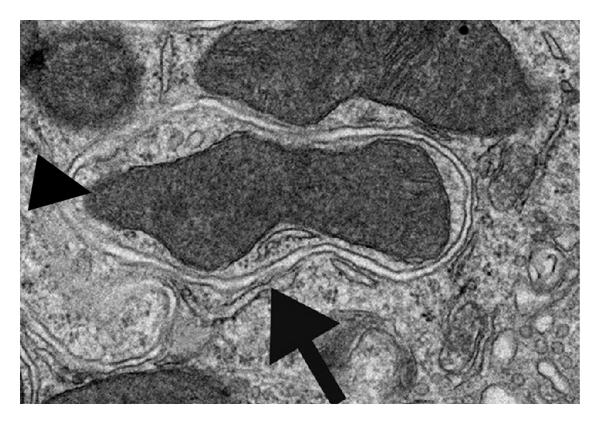
Image en microscopie électronique par transmission d’une vésicule autophagique dans le rein d’une souris.

La mitophagie est la dégradation sélective des mitochondries par l'autophagie. Ce processus intervient notamment sur les mitochondries défectueuses à la suite de dommages ou de stress. Le processus de mitophagie a été décrit pour la première fois il y a plus de cent ans par Lewis et Lewis. Le terme "mitophagie" a été utilisé pour la première fois en 1998.
La mitophagie est essentielle pour maintenir la cellule en bonne santé. Il favorise le renouvellement des mitochondries et empêche l'accumulation de mitochondries dysfonctionnelles pouvant entraîner une dégénérescence cellulaire. En plus de l'élimination sélective des mitochondries endommagées, la mitophagie est également nécessaire pour ajuster le nombre de mitochondries aux besoins métaboliques de la cellule, pour assurer l'homéostasie des mitochondries, et à certains stades de différenciation cellulaire, comme lors du développement des globules rouges.

## Rôle
L'activité métabolique des mitochondries conduit à la création de sous-produits oxydatif qui entraînent des dommages et des mutations de l'ADN. Cet effet néfaste est amplifié lorsque les mitochondries sont endommagées. Par conséquent, il est important pour le bon fonctionnement et l'intégrité des cellules de posséder un pool de mitochondries saines. Dans ce but, la mitophagie permet le recyclage des mitochondries vieilles/endommagés. Auparavant, on pensait que la dégradation ciblée des mitochondries était aléatoire, mais l'accumulation de preuves suggère que la mitophagie est un processus sélectif.
La génération d'ATP par phosphorylation oxydative conduit à la production de diverses espèces réactives de l'oxygène (ROS) dans les mitochondries. La formation de ROS en tant que déchet mitochondrial conduira éventuellement à la cytotoxicité et à la mort cellulaire. En raison de leur rôle dans le métabolisme, les mitochondries sont très sensibles aux dommages engendrés par les ROS. Les mitochondries endommagées provoquent une déplétion en ATP et une libération de cytochrome c, ce qui conduit à l'activation des caspases et au début de l'apoptose. Les dommages mitochondriaux ne sont pas causés uniquement par le stress oxydatif ou les processus pathologiques; les mitochondries normales finiront par accumuler des signes de dommages oxydatifs au fil du temps, ce qui peut être nocif pour les mitochondries ainsi que pour la cellule. Ces mitochondries défectueuses peuvent épuiser davantage la cellule en ATP, augmenter la production de ROS et libérer des protéines proapoptopiques telles que les caspases.
Comme l'accumulation de mitochondries endommagés est dangereux pour la cellule, l'élimination contrôlée des mitochondries endommagées et âgées est essentielle pour maintenir l'intégrité de la cellule. Ce processus de renouvellement consiste en la séquestration et la dégradation hydrolytique par le lysosome, un processus également connu sous le nom de mitophagie.
La réduction du nombre de mitochondrie dans la cellule permet de restreindre le nombre d'acteurs de la sénescence tout en préservant la production d'ATP via une glycolyse améliorée.

## Voies d'activation

### Chez les mammifères
Il existe plusieurs voies par lesquelles la mitophagie peut être induite. La voie PINK1 et Parkin est, jusqu'à présent, la mieux caractérisée. Cette voie commence par déchiffrer la différence entre les mitochondries saines et les mitochondries endommagées. Une protéine de 64 kDa, la kinase 1 induite par PTEN (PINK1), joue un rôle clé dans la détection de la qualité mitochondriale. PINK1 contient une séquence de ciblage mitochondriale (MTS) et ainsi recrutée dans les mitochondries. Dans les mitochondries saines, PINK1 est importé à travers la membrane externe via le complexe TIM, et partiellement à travers la membrane mitochondriale interne via le complexe TIM, de sorte qu'il s'étend ensuite sur la membrane mitochondriale interne. Le processus d'importation dans la membrane interne est associé au clivage de PINK1 de 64 kDa à 60 kDa. PINK1 est ensuite clivé par PARL en 52 kDa. Cette nouvelle forme de PINK1 est dégradée par les protéases dans les mitochondries. Cela permet de contrôler la concentration de PINK1 dans les mitochondries saines.
Dans une mitochondrie endommagée, la membrane mitochondriale interne se dépolarise. Ce potentiel membranaire étant nécessaire pour l'importation de protéines médiées par TIM, PINK1 n'est plus importé dans la membrane interne. Pour initier l'autophagie, PINK1 phosphoryle les ubiquitines présentes à la surface des mitochondries induisant le recrutement et activation de la ligase d'ubiquitine Parkine,, qui va construire des chaines d'ubiquitines sur la membrane externe de la mitochondrie. Ce complexe d'ubiquitine est reconnu par les protéines cargos du processus autophagique Optineurin NDP52 et/ou p62 qui vont recruter les facteurs autophagiques tel que la protéine promotrice de l'autophagie ULK1 et permettent le déclenchement de l'autophagie,.
Parmi les autres voies pouvant induire la mitophagie, on retrouve des récepteurs à la surface de la membrane mitochondriale externe. Ces récepteurs comprennent NIX1, BNIP3 et FUNDC1 . Tous ces récepteurs contiennent des séquences consensus LIR qui reconnaissent les protéines autophagiques de la famille LC3 / GABARAP, pouvant entraîner la capture des mitochondries dans les vacuoles autophagiques, les autophagosomes. Dans des conditions hypoxiques, BNIP3 est sur-exprimé grâce au facteur de transcription HIF1α. BNIP3 est ensuite phosphorylé sur ses résidus sérine proche de la séquence LIR, ce qui favorise la liaison à LC3. FUNDCI est également sensible à l'hypoxie, bien qu'il soit constitutivement présent à la membrane mitochondriale externe dans des conditions normales.
Dans les neurones, les mitochondries sont réparties de manière inégale dans la cellule. Elles sont majoritairement retrouvées dans les synapses et les nœuds de Ranvier, où la demande d'énergie est élevée. Cette distribution est maintenue en grande partie grâce au transport mitochondrial médié par les protéines motrices le long de l' axone. La mitophagie neuronale se produit par la voie PINK1-Parkin, principalement dans le corps cellulaire, bien qu'elle soit également retrouvée dans les axones. La mitophagie dans le système nerveux peut également se produire de manière transcellulaire, où les mitochondries endommagées dans les axones des cellules ganglionnaires de la rétine peuvent être transmises aux astrocytes voisins pour dégradation. Ce processus est connu sous le nom de transmittophagie.

### Dans la levure
La mitophagie chez la levure a été observée pour la première fois après la découverte des gènes de levure d'échappement mitochondriale (yme), en particulier yme1.
Plus d'informations ont été découvertes sur le contrôle génétique de la mitophagie après des études réalisées sur la protéine UTH1. Après avoir fait un criblage de gènes régulant la longévité, ill a été retrouvé dans les souches ΔUTH1 une diminution de la mitophagie, qui s'est produite sans affecter les mécanismes autophagiques. Il a également pu être montré que la protéine Uth1p est nécessaire pour déplacer les mitochondries vers la vacuole. Cela suggère qu'il existe un système spécialisé pour la mitophagie. D'autres études ont examiné la protéine Aup1, une phosphatase mitochondriale, et ont découvert que Aup1 marque les mitochondries pour leur élimination.
Récemment, il a été démontré que la protéine Atg32  joue un rôle crucial dans la mitophagie des levures. Il est localisé dans les mitochondries. Une fois la mitophagie déclenchée, Atg32 se lie à Atg11 et les mitochondries associées à Atg32 sont alors transportées vers la vacuole. La désactivation d'Atg32 arrête le recrutement de la machinerie autophagique et la dégradation mitochondriale. Atg32 n'est pas nécessaire pour d'autres formes d'autophagie,.

## Rôle dans certaines pathologies

### Cancer
En 1920, Otto Warburg a observé que certaines tumeurs cancéreuses présentent un changement brutal de leur métabolisme énergétique vers la glycolyse. C'est ce qu'on appelle « l'effet Warburg », dans lequel les cellules cancéreuses produisent de l'énergie via la conversion du glucose en lactate, même en présence d'oxygène (glycolyse aérobie). L'excès de lactate est libéré dans l'environnement extracellulaire, ce qui entraîne une diminution du pH extracellulaire. Cette acidification du micro-environnement peut entraîner un stress cellulaire, entraînant une autophagie. L'autophagie est activée en réponse à une gamme de stimuli, notamment l'épuisement en nutriments, l'hypoxie et l'activation d'oncogène. C'est pourquoi l'autophagie peut aider à la survie des cellules cancéreuses dans des conditions de stress métabolique et peut conférer une résistance aux thérapies anticancéreuses telles que la radiothérapie et la chimiothérapie. De plus, dans le microenvironnement des cellules cancéreuses, il y a une augmentation du facteur de transcription inductible par l'hypoxie 1-alpha (HIF1A), qui favorise l'expression de BNIP3, un facteur essentiel pour la mitophagie.

### Maladie de Parkinson
La maladie de Parkinson est une maladie neurodégénérative caractérisée pathologiquement par la mort des neurones producteurs de dopamine dans la substantia nigra. Il existe plusieurs mutations génétiques impliquées dans la maladie de Parkinson, notamment la perte des fonctions des protéines PINK1 et Parkin, entraînant une accumulation de mitochondries endommagées et une agrégation de protéines — conduisant éventuellement à la mort neuronale.
On pense que le dysfonctionnement des mitochondries est impliqué dans la pathogenèse de la maladie de Parkinson. Dans sa forme spontanée, généralement liée au vieillissement (non liée génétiquement), la maladie est généralement causée par des mitochondries dysfonctionnelles, un stress oxydatif cellulaire, des altérations autophagiques et l'agrégation de protéines. Ceux-ci peuvent entraîner un gonflement mitochondrial et une dépolarisation de leur membrane. Il est important de réguler la présence des mitochondries, car tous ces traits pourraient être induits par un dysfonctionnement mitochondrial et provoquer la mort cellulaire. Les troubles du métabolisme énergétique mitochondriale peut provoquer une dégénérescence cellulaire, comme ceux observés dans la substantia nigra.